# Weronika Szlagowska
Weronika Szlagowska (ur. 29 listopada 2001 w Tczewie) – polska siatkarka, grająca na pozycji przyjmującej, reprezentantka Polski, wychowanka klubu UKS Libero Starogard Gdański. Obecnie jest zawodniczką klubu MOYA Radomka Radom.  
Jest absolwentką Szkoły Mistrzostwa Sportowego PZPS w Szczyrku. W rozgrywkach młodzieżowych reprezentowała barwy klubu KS Pałac Bydgoszcz. W 2018 roku zajęła trzecie miejsce w mistrzostwach Polski kadetek w Rumi. W 2019 roku wywalczyła brązowy medal mistrzostw Polski juniorek w Kętrzynie, otrzymując nagrodę dla najlepszej przyjmującej turnieju finałowego. W tym samym roku została powołana przez trenera Waldemara Kawkę do reprezentacji Polski juniorek, z którą zajęła piąte miejsce w mistrzostwach Świata U20 w Meksyku. Po raz pierwszy do reprezentacji Polski seniorek została powołana przez trenera Jacka Nawrockiego w kwietniu 2021 roku.

## Sukcesy klubowe
Superpuchar Polski:
- 2022[10]

Tauron Liga:
- 2023[11], 2024[12]

## Sukcesy reprezentacyjne
Letnia Uniwersjada:
- 2021[13]